# Феликс Севильский
Феликс (IV) — священномученик Севильский. День памяти — 2 мая.
Святой Феликс был диаконом. Он пострадал в Севилье, Испания, во времена правления Диоклетиана. Святой Феликс и поныне
весьма почитаем в Севилье. Его святые мощи погребены в городском кафедральном соборе.